# Moritz Fürste
Moritz Fürste (Amburgo, 28 ottobre 1984) è un hockeista su prato tedesco.

## Palmarès
- Giochi olimpici

Pechino 2008: oro.
Londra 2012: oro.
Rio de Janeiro 2016: bronzo.
- Coppa del mondo

Mönchengladbach 2006: oro.
- Europei

Mönchengladbach 2011: oro.
- Champions Trophy

Kuala Lumpur 2007: oro.
Bhubaneswar 2014: oro.